# Haplochromis argenteus
Haplochromis argenteus là một loài cá thuộc họ Cichlidae. Nó là loài đặc hữu của Kenya. Môi trường sống tự nhiên của chúng là hồ nước ngọt. Nó bị đe dọa do mất nơi sống.